# Seznam narodnih parkov Hrvaške
Seznam narodnih parkov Hrvaške.
- Plitvička jezera (8. april 1949)
- Narodni park Paklenica (19. oktober 1949)
- Narodni park Risnjak (15. september 1953)
- Narodni park Mljet (11. november 1960)
- Kornati (24. julij 1980)
- Brioni (27. oktober 1983)
- Narodni park Krka (24. januar 1985)
- Narodni park Severni Velebit (2. junij 1999)